# فنر مارپیچ

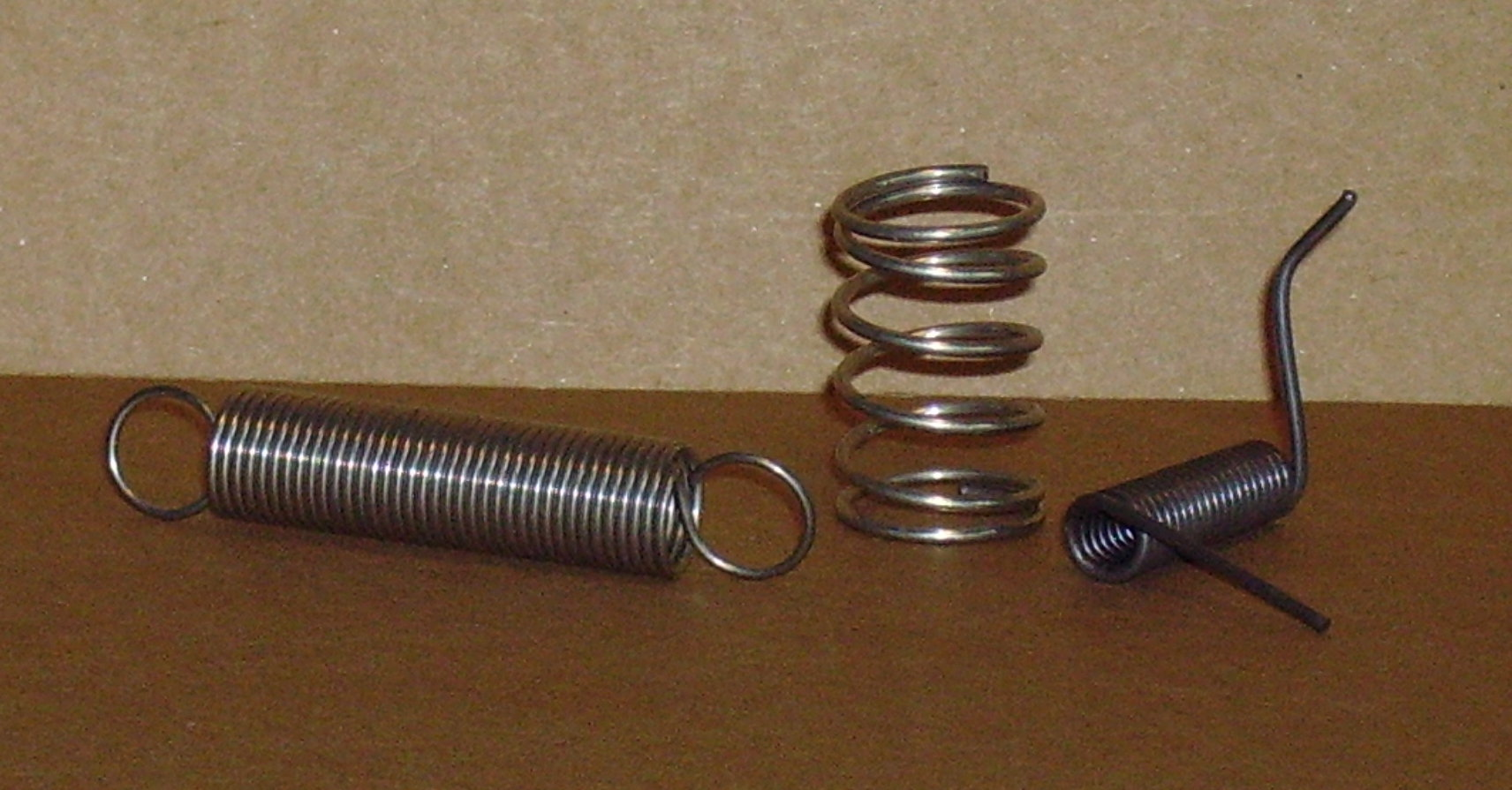
فنر مارپیچ

فنر مارپیچ (به انگلیسی: Coil spring) ساده‌ترین نوع فنر است که در واقع میل گردی پیچیده شده به دور محوری استوانه‌ای شکل است. قدرت و مقاومت این فنر به تعداد حلقه‌ها، ارتفاع آنها و قطر میله آن بستگی دارد. هرچه قطر (دور) میله فنر بیشتر باشد قدرت آن نیز افزایش می‌یابد. از سوی دیگر افزایش طول و تعداد حلقه‌های فنر موجب انعطاف‌پذیری بیشتر آن می‌شود. از مزایای فنرهای مارپیچ این است که به هیچ تنظیمی نیاز ندارند و معمولاً بدون خرابی و خوردگی هستند. عیب این نوع فنرها این است که از لحاظ تحمل وزن محدودیت دارند و احتمال ضعیف شدن در آنها وجود دارد؛ که این امر باعث برهم خوردن تنظیم هندسی فنر، ارتفاع خودرو و فرسودگی تایرها و… در خودرو می‌شود.
فنرهای مارپیچ از قطعات مهم خودرو هستند که نقش اساسی در تعادل و حرکت ثابت خودرو دارند. این فنرها با تحمل وزن بدنه و بار خودرو، ارتفاع آن را ثابت نگه می‌دارند. افزون بر این، فنرهای مارپیچ با جذب نوسانات ناشی از مسیرهای ناهموار از انتقال آنها به اتاقک خودرو جلوگیری می‌کنند. در یک اتومبیل از ۵ نوع فنر مختلف استفاده می‌شود که عبارتند از: فنر مارپیچ و فنر تخت و فنر بادی و فنر لاستیکی و میله پیچشی.